# 津乃峰町
津乃峰町（つのみねちょう）は、徳島県阿南市の町名。2014年3月31日現在の人口は3,481人、世帯数は1,484世帯。郵便番号は〒774-0021。

## 地理
阿南市の中央部、海岸沿いに位置する。東は見能林町・大潟町、南は橘町、西は内原町に接する。
津乃峰山南側、橘湾北川の平地に広がる。津乃峰山の麓をJR牟岐線が東西に通り、阿波橘駅を中心に市街地が形成されている。また、駅付近から東へは徳島県道130号大林津乃峰線が牟岐線と並行し、駅付近から南へは橘町へ国道55号が通じる。

### 山岳
- 津乃峰山
- 鍛治ヶ峰

### 河川
- 打樋川

### 小字

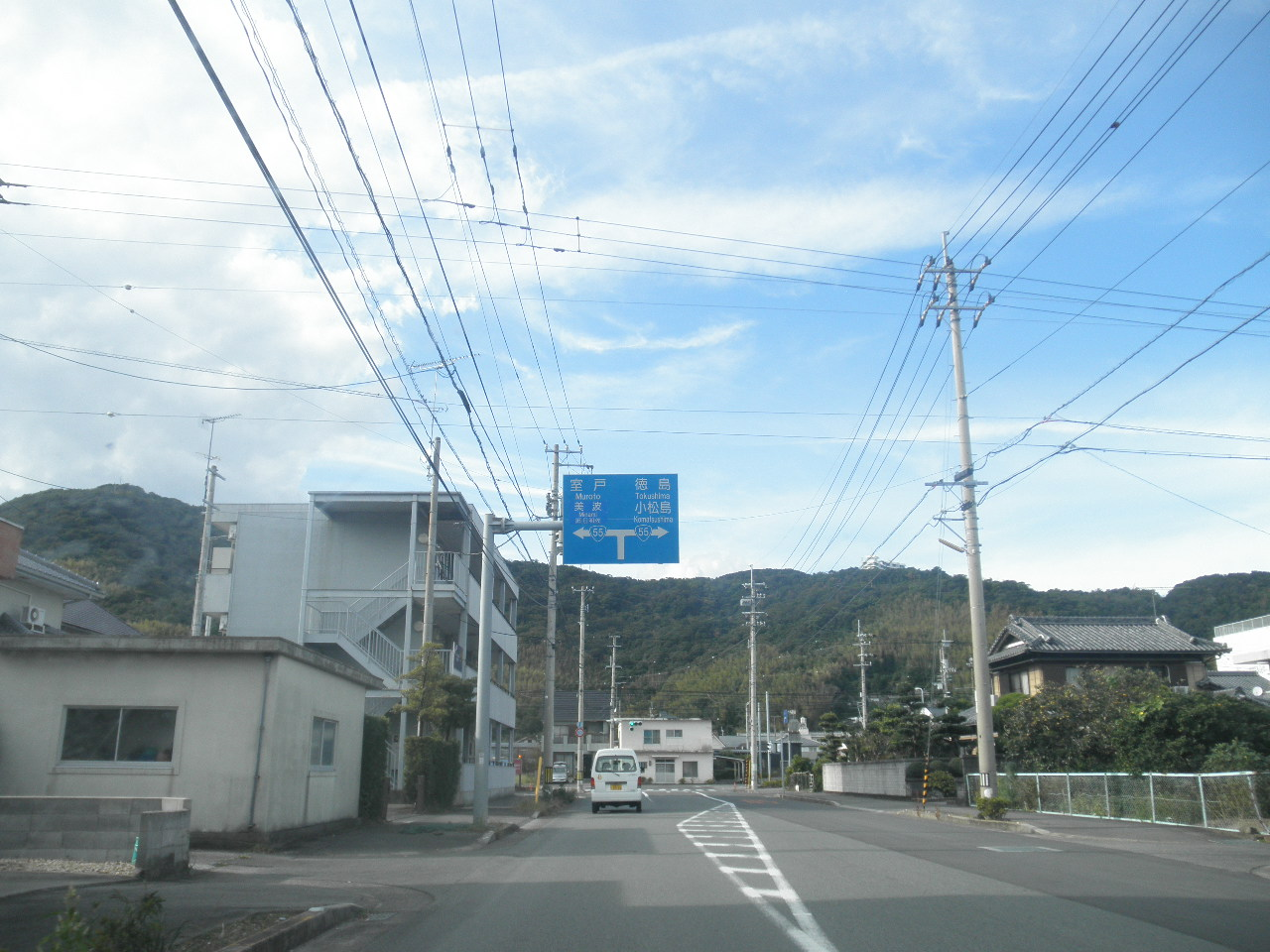
津乃峰町字長浜

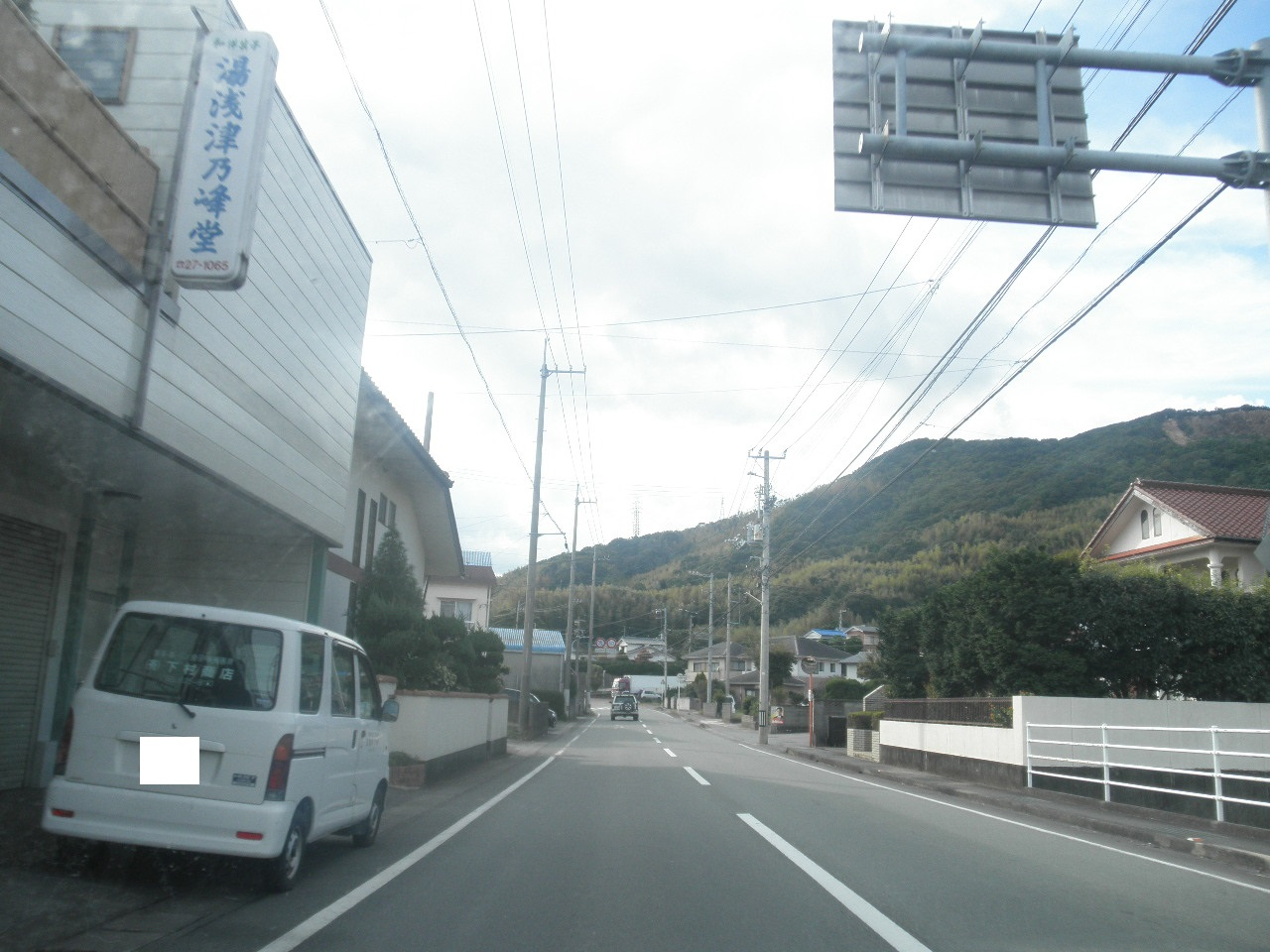
津乃峰町字中分

- 戎山
- 新浜
- 長浜
- 中分
- 西分
- 東分

## 歴史
元は大字・答島の一部。答島村は江戸期から町村制の施行された明治22年にかけては那西郡および那賀郡の村であった。寛文4年より那賀郡に属す。
明治22年に同郡見能林村の大字となった。昭和30年より富岡町の大字となる。昭和33年に阿南市が誕生し、分割・再編されて現在の町名となる。

## 施設

阿南市立津乃峰小学校

- 阿南市立津乃峰小学校
- 阿南警察署津乃峰町駐在所
- 津峰公園
- 津峯神社
- 塩竃神社
- 大山神社
- 八大神社
- 地蔵寺（真言宗大覚寺派）

## 交通

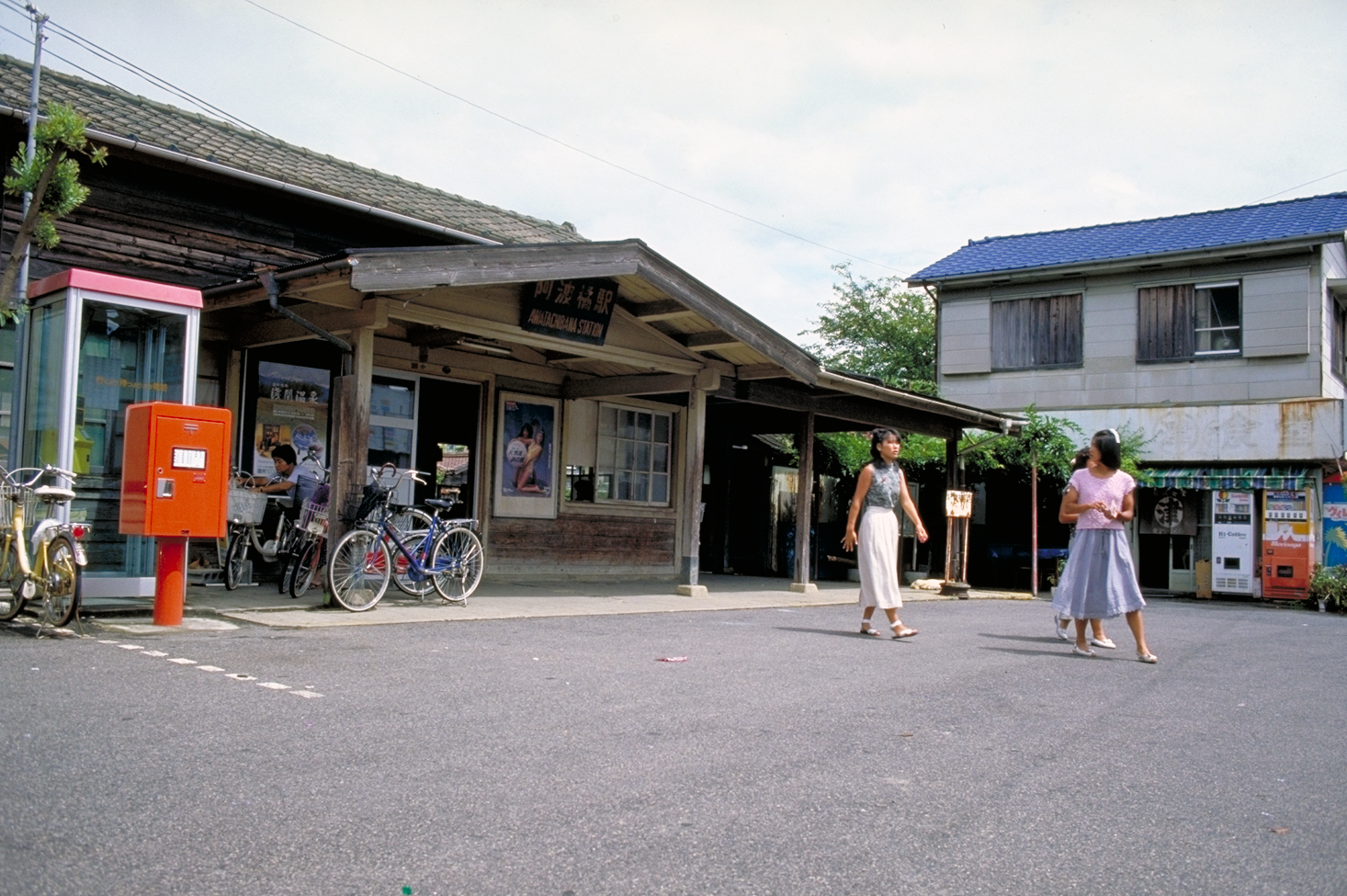
JR阿波橘駅

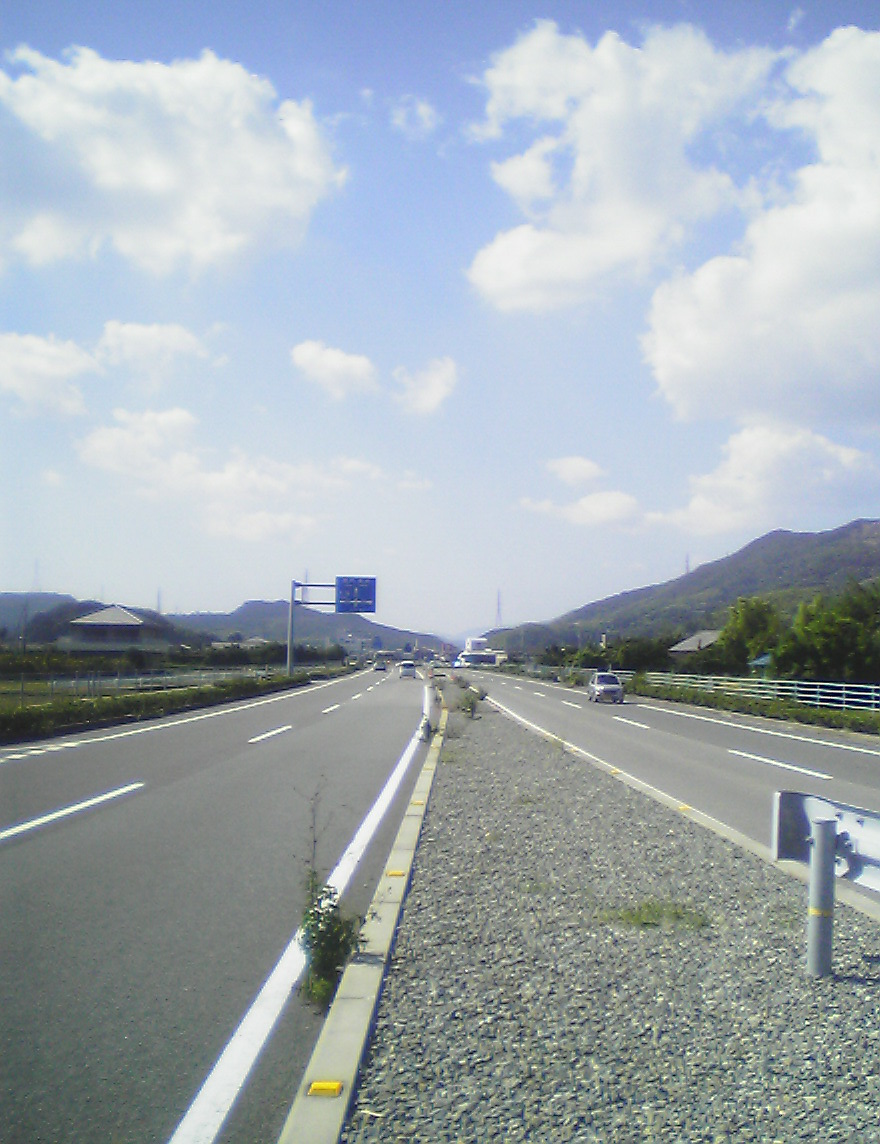
国道55号

### 鉄道
四国旅客鉄道（JR四国）牟岐線が通り、阿波橘駅が設置されている。

### 道路
国道
- 国道55号（阿南道路を含む）

都道府県道
- 徳島県道130号大林津乃峰線
- 徳島県道175号阿波橘停車場線
- 徳島県道285号戎山中林富岡港線
- 徳島県道286号津乃峰筒崎線

一般自動車道
- 津峯スカイライン

### 路線バス
徳島バス・徳島バス南部
- 長浜
- 橘駅前
- 舳崎

### 航路
答島港から、伊島行きの旅客船が発着。